# Isola Ruja
L'isola Ruja è  un'isola del mar Tirreno situata a ridosso della costa centro-orientale della Sardegna, antistante la spiaggia di capo Comino.

Appartiene amministrativamente al comune di Siniscola.